# Mirka Sartori
Mirka Sartori Conte (Valdobbiadene, 24 maggio 1944) è un'ex modella italiana, vincitrice del concorso di bellezza Miss Italia nel 1964.

## Carriera
È stata incoronata Miss Italia 1964 a Salsomaggiore Terme. Rappresentò l'Italia al concorso Miss Mondo 1964.